# Hieracium cydoniifolium
Lo sparviere con foglie di cotogno (nome scientifico  Hieracium cydoniifolium   Vill., 1788) è una specie di pianta angiosperma dicotiledone della famiglia delle Asteraceae.  H. cydoniifolium  è anche l'unica "specie principale" italiana appartenente alla sezione Hieracium sect. Cydoniifolia  (Arv.-Touv.) Stace .

## Etimologia
Il nome del genere deriva dalla parola greca hierax o hierakion (= sparviere, falco). Il nome del genere è stato dato inizialmente dal botanico francese Joseph Pitton de Tournefort (1656 - 1708) rifacendosi probabilmente ad alcuni scritti del naturalista romano Gaio Plinio Secondo (23 - 79) nei quali, secondo la tradizione, i rapaci si servivano di questa pianta per irrobustire la loro vista. L'epiteto specifico (cydoniifolium) indica una certa somiglianza delle foglie di questa specie alle foglie delle specie del genere Cydonia.
Il nome scientifico della specie è stato definito dal botanico Domínique Villars (1745-1814) nella pubblicazione " Histoire des Plantes de Dauphiné: Contenant une Préface Historique, un Dictionnaire des Termes de Botanique, les Classes, les Familles, les Genres, & les Herborisations des Environs de Grenoble, de la Grande Chartreuse, de Briançon, de Gap & de Montelimar. Paris" (Hist. Pl. Dauphiné (Villars) 3(1): 107) del 1788. Il nome scientifico della sezione è stato definito dai botanici Jean Maurice Casimir Arvet-Touvet (1841-1913) e dal botanico Clive Anthony Stace (nato nel 1938).

## Descrizione
[Habitus. La forma biologica prevalente è emicriptofita scaposa (H scap), ossia in generale sono piante erbacee (e aromatiche), a ciclo biologico perenne, con gemme svernanti al livello del suolo e protette dalla lettiera o dalla neve, inoltre spesso hanno l'asse fiorale eretto e privo di foglie (piante scapose), oppure le foglie basali sono assenti alla fioritura. Le specie di questo gruppo sono piante di tipo afillopode (raramente hypofillopode) e si presentano con densi peli semplici. Tutte le specie del gruppo sono provviste di latice.
Fusto. I fusti, in genere eretti e ascendenti, flessuosi in alto e legnosi in basso, colorati di verde o verde-glauco (più rosseggianti in baso), sono di solito solitari e mediamente ramificati o afilli. Le radici in genere sono di tipo fittonante. L'altezza della pianta varia da 40 a 70 cm (massimo 80 cm).
Foglie. Sono presenti solamente foglie cauline (da 8 a 12) con disposizione alterna e distribuite uniformemente lungo il caule. Le lamine sono intere con forme da ovato-oblunghe ad ampiamente lanceolate (in alto sono più strette). La superficie può essere ricoperta da peli semplici o ramificati. Le foglie basali (cauline inferiori) sono distintamente picciolate e all'antesi spesso sono necrosate; quelle cauline superiori sono attenuate nel picciolo o altre volte semi-amplessicauli (fino ad auricolate) e possono essere pandurate. I piccioli,  con densi peli ghiandolari, sono sempre ben visibili.
Infiorescenza. Le sinflorescenze sono lassamente panicolate con 2 - 5 rami con un totale di 5 - 15 capolini. L'acladio è di 0,5-3 cm. L'infiorescenza vera e propria è composta da un capolino terminale sorretto da un peduncolo sottile o ingrossato e sotteso da alcune brattee fogliacee. I capolini, solamente di tipo ligulifloro, sono formati da un involucro composto da diverse brattee (o squame) all'interno delle quali un ricettacolo fa da base ai fiori ligulati. L'involucro ha una forma emisferica, semi-ellissoide o cilindrico-semi-ellissoide ed è formato da 2 serie di brattee colorate di verde scuro o nerastro e con forme lanceolate. Il ricettacolo, alla base dei fiori, può essere cigliato, oppure può essere nudo (senza pagliette). Gli involucri, con densi peli ghiandolari, sono sempre ben visibili. Dimensione dell'involucro: 9-11 mm.
Fiori. I fiori, tutti ligulati, sono tetra-ciclici (ossia sono presenti 4 verticilli: calice – corolla – androceo – gineceo) e pentameri (ogni verticillo ha in genere 5 elementi). I fiori sono ermafroditi, fertili e zigomorfi.
- Formula fiorale:

*/x K {\displaystyle \infty }, [C (5), A (5)], G 2 (infero), achenio
- Calice: i sepali del calice sono ridotti ad una coroncina di squame.
- Corolla: le corolle sono formate da un tubo e da una ligula terminante con 5 denti; il colore è giallo. I dentelli apicali sono sparsamente cigliati. Dimensioni delle ligule: larghezza 2 mm; lunghezza 15-20 mm.
- Androceo: gli stami sono 5 con filamenti liberi, mentre le antere sono saldate in un manicotto (o tubo) circondante lo stilo.[14] Le antere alla base sono acute. Il polline è tricolporato.[15]
- Gineceo: lo stilo giallo-scuro (con tendenza al nerastro) è filiforme e peloso sul lato inferiore; gli stigmi dello stilo sono due divergenti. L'ovario è infero uniloculare formato da 2 carpelli. La superficie stigmatica è interna.[16]
- Antesi: da luglio ad agosto (la fioritura in genere è avanzata fino all'autunno).

Frutti. I frutti sono degli acheni con pappo. Gli acheni hanno una forma da oblunga a obovoide-obconica con apice troncato e privi di becco (non sono compressi); in alcuni casi gli acheni sono provvisti di coste longitudinali. La colorazione varia da castano chiaro a grigio-bruno o bruno-rossastro Il pappo si compone di peli semplici grigiastri, scabri o barbati (non piumosi). Raramente il pappo è assente. Dimensione degli acheni: 3-4 mm.

## Biologia
Impollinazione: l'impollinazione avviene tramite insetti (impollinazione entomogama tramite farfalle diurne e notturne).

Riproduzione: la fecondazione avviene fondamentalmente tramite l'impollinazione dei fiori (vedi sopra).

Dispersione: i semi (gli acheni) cadendo a terra sono successivamente dispersi soprattutto da insetti tipo formiche (disseminazione mirmecoria). In questo tipo di piante avviene anche un altro tipo di dispersione: zoocoria. Infatti gli uncini delle brattee dell'involucro (se presenti) si agganciano ai peli degli animali di passaggio disperdendo così anche su lunghe distanze i semi della pianta.

## Distribuzione e habitat
- Geoelemento: il tipo corologico (area di origine) è Eurosiberiano.
- Distribuzione: in Italia questa specie è rara e si trova nelle Alpi e in Abruzzo.
- Habitat: l'habitat preferito per queste piante sono le faggete, le alte erbe e i rododendri.
- Distribuzione altitudinale: sui rilievi alpini, in Italia, queste piante si possono trovare fino a quote comprese tra 1 600 e 2000 m s.l.m.

## Tassonomia
La famiglia di appartenenza di questa voce (Asteraceae o Compositae, nomen conservandum) probabilmente originaria del Sud America, è la più numerosa del mondo vegetale, comprende oltre 23 000 specie distribuite su 1 535 generi, oppure 22 750 specie e 1 530 generi secondo altre fonti (una delle checklist più aggiornata elenca fino a 1 679 generi). La famiglia attualmente (2021) è divisa in 16 sottofamiglie.

### Filogenesi
Il genere di questa voce appartiene alla sottotribù Hieraciinae della tribù Cichorieae (unica tribù della sottofamiglia Cichorioideae). In base ai dati filogenetici la sottofamiglia Cichorioideae è il terz'ultimo gruppo che si è separato dal nucleo delle Asteraceae (gli ultimi due sono Corymbioideae e Asteroideae). La sottotribù Hieraciinae fa parte del "quinto" clade della tribù; in questo clade è posizionata alla base ed è "sorella" al resto del gruppo comprendente, tra le altre, le sottotribù Microseridinae e Cichoriinae. Il genere Hieracium (insieme al genere Pilosella) costituisce il nucleo principale della sottotribù Hieraciinae e formano (insieme ad altri generi minori) un "gruppo fratello" posizionato nel "core" delle Hieraciinae.
Il genere Hieracium è un genere estremamente polimorfo con maggioranza di specie apomittiche. Di questo genere sono descritte circa 1 000 specie sessuali e oltre 3 000 specie apomittiche, delle quali circa 250 e più sono presenti nella flora spontanea italiana. Alcuni taxon collegati alle varie specie del genere sono sottospecie, altri sono considerati aggregati (o inclusi), e altri ancora sono considerati "intermediari" (o impropriamente ibridi in quanto queste specie essendo apomittiche non si incrociano e quindi non danno prole feconda) con altre specie. A causa di ciò si pongono dei problemi di sistematica quasi insolubili e per avere uno sguardo d'insieme su questa grande variabilità può essere necessario assumere un diverso concetto di specie. Qui in particolare viene seguita la suddivisione del materiale botanico in sezioni così come sono elencate nell'ultima versione della "Flora d'Italia".
La specie di questa voce è descritta all'interno della sezione Hieracium sect. Cydoniifolia. La sezione XXXVIII Cydoniifolia presenta una fitta villosità e le sue specie potrebbero essere derivate da quelle della sezione Villosa. I caratteri distintivi per le specie di questa sezione sono:
- le specie di questo gruppo sono piante di tipo afillopode (raramente hypofillopode);
- le piante si presentano con densi peli semplici;
- le foglie basali sono distintamente picciolate; quelle cauline sono attenuate nel picciolo o altre volte semi-amplessicauli (fino ad auricolate);
- le foglie cauline sono numerose (da 8 a 12); quelle inferiori all'antesi spesso sono necrosate; quelle medie possono essere pandurate;
- i piccioli e gli involucri, con densi peli ghiandolari, sono sempre ben visibili;
- gli acheni hanno delle dimensioni tra 3 e 4,5 mm e una colorazione da paglierina a castana;
- la fioritura è avanzata fino all'autunno.

Hieracium cydoniifolium ha dei caratteri più simili alla specie H. villosum che alla specie H. prenanthoides; inoltre l'indumentum, uno degli elementi più importanti per distinguere le varie specie del genere, è caratterizzato dalla seguente pubescenza:
| Tipo peli        | Caule | Foglie                                                                         | Peduncoli dei capolini                                                                                   | Brattee involucrali                                                                     |
| ---------------- | --- | ------------------------------------------------------------------------------ | --- | --------------------------------------------------------------------------------------- |
| Peli semplici    | Densi, lunghi 1-2 mm, molli, bianchi e da denticolati a dentati                                               | Densi (la pagina superiore a volte è glabra), lunghi 1-3,5 mm, molli e bianchi | Da sparsi a densi                                                                                        |                                                                                         |
| Peli ghiandolari | Dal basso all'alto, assenti fino a piuttosto densi, lunghi 0,1-0,2 mm, i peduncoli e le ghiandole sono gialle | Da sparsi a densi                                                              | Da sparsi a densi, lunghi 0,2-0,8 mm, bianchi, grigi o neri, le ghiandole sono colorate di giallo o nero | Da sparsi a densi, lunghi 0,2-0,6 mm, neri, le ghiandole sono colorate di giallo o nero |
| Peli stellati    | Dal basso all'alto, assenti fino a piuttosto densi                                                            | Da sparsi a assenti                                                            | Da sparsi a piuttosto densi                                                                              | Da sparsi a assenti                                                                     |

### Sottospecie
Per questa specie sono riconosciute le seguenti 19 sottospecie:
- Hieracium cydoniifolium subsp. aronicifolium (Arv.-Touv.) Zahn, 1921 - Distribuzione: Francia
- Hieracium cydoniifolium subsp. brassicoides  (Wilczek) Zahn - Distribuzione: Italia (Valle d'Aosta), Francia e Svizzera
- Hieracium cydoniifolium subsp. cottianum  (Arv.-Touv.) Zahn, 1901 - Distribuzione: Italia (Alpi e Abruzzo) e Europa centrale
- Hieracium cydoniifolium subsp. cydoniifolium - Distribuzione: Italia e Europa centrale
- Hieracium cydoniifolium subsp. epileion  Zahn, 1906 - Distribuzione: Francia e Svizzera
- Hieracium cydoniifolium subsp. glandulistipes  (Nägeli & Peter) Zahn, 1905 - Distribuzione: Svizzera
- Hieracium cydoniifolium subsp. isatidiforme  Zahn, 1916 - Distribuzione: Italia (Piemonte)
- Hieracium cydoniifolium subsp. merlasicum  Zahn, 1905 - Distribuzione: Svizzera
- Hieracium cydoniifolium subsp. mespilifolium  (Arv.-Touv.) Zahn, 1905 - Distribuzione: Italia (Alpi occidentali e Abruzzo), Francia, Austria e Svizzera
- Hieracium cydoniifolium subsp. morteysense  Zahn, 1905 - Distribuzione: Svizzera
- Hieracium cydoniifolium subsp. ochroleucomorphum  Zahn, 1905 - Distribuzione: Svizzera
- Hieracium cydoniifolium subsp. parcepilosum  (Arv.-Touv.) Zahn, 1901 - Distribuzione: Italia (Alpi occidentali) e Europa centrale
- Hieracium cydoniifolium subsp. prenanthophyllum  (Nägeli & Peter) Zahn, 1905 - Distribuzione: Italia (Friuli)
- Hieracium cydoniifolium subsp. semiperfoliatum  Zahn, 1906 - Distribuzione: Italia (Piemonte)
- Hieracium cydoniifolium subsp. subpanduratum  (Zahn) Zahn, 1906 - Distribuzione: Svizzera
- Hieracium cydoniifolium subsp. sulgeri  (Murr) Zahn, 1914 - Distribuzione: Svizzera
- Hieracium cydoniifolium subsp. trichanthodium  Zahn, 1905 - Distribuzione: Svizzera
- Hieracium cydoniifolium subsp. trichodes  (Rchb.f.) Zahn, 1921 - Distribuzione: Italia (Trentino-Alto Adige)
- Hieracium cydoniifolium subsp. trichojuranum  (Zahn) Zahn, 1906 - Distribuzione: Italia (Valle d'Aosta), Francia e Svizzera